# Xist
إكسيست (بالإنجليزية: Xist)‏ (النسخة المختصة بتعطيل إكس) هو جين يُنسخ منه رنا غير مشفر بنفس الاسم ويتواجد على الصبغي إكس للثدييات المشيمية. يلعب الرنا إكسيست دورا رئيسيا في عملية تعطيل الصبغي إكس، وهو أحد مكونات مركز تعطيل الصبغي إكس (Xic)  إلى جانب جيني رنا آخرين (Jpx وFtx) وجيني بروتين (Tsx وCnbp2).
يُعبر عن الرنا إكسيست -وهو نسخة طويلة حوالي 17 كيلو قاعدة لدى البشر - من الصبغي المعطل وليس من الصبغي النشط. ويعالج بطريقة مماثلة لجزيئات الرنا الرسول عبر التضفير والتذييل بعديد الأدينين لكنه يبقى من دون ترجمة إلى بروتين. اقتُرح أن جين الرنا هذا تطور -على الأقل جزئيا- من جين مشفر للبروتين وأصبح جينا كاذبا. يُغلَّف الصبغي المعطل إكس بهذا الرنا الذي هو أساسي لعملية التعطيل. صبغيات إكس التي لا يوجد بها جين إكسيست لن يتم تعطيلها، بينما مضاعفة جين إكسيست على صبغي آخر يؤدي إلى تعطيل ذلك الصبغي.